# Bonifazio Asioli
Bonifazio Asioli (30. srpna 1769 Correggio – 26. května 1832 tamtéž) byl italský hudební skladatel, pedagog a muzikolog.

## Život
Narodil se 30. srpna 1769 v Correggiu, v italské provincii Reggio Emilia. V mládí byl považován za zázračné dítě. Studoval hudbu od svých pěti let a do svých osmi let zkomponoval několik mší a klavírní koncert. Ve dvanácti letech vystupoval jako improvizátor a v šestnácti letech se v Correggiu a v Benátkách hrály jeho první opery.
V roce 1780 mu rada města Corregia financovala studia v Parmě u Angela Morigiho, houslisty, dvorního dirigenta a dobrého kontrapunktisty. V letech 1782–1784 studoval v Bologni a v Benátkách. Po návratu do Correggia byl jmenován učitelem cembala, flétny a violoncella na městské škole a později učil také v klášteře Corpus Domini. V roce 1786 se stal městským kapelníkem.
V roce 1787 přesídlil do Turína, kde působil rovněž jako kapelník. V průběhu svého pobytu v Turíně zkomponoval 11 kantát, dvě symfonie, dvacet duet, 12 písní a serenádu pro dvoje housle, dvě violy, dvě flétny, fagot a violoncello. V roce 1796 doprovázel vévodu Gherardini do Benátek, kde setrval do roku 1799. V tomto roce byl jmenován královským dirigentem v Miláně. Mezi jeho studenty byl i Carl Thomas Mozart, syn Wolfganga Amadea Mozarta, kterého mu doporučil Joseph Haydn. Napoleonovým dekretem byla v roce 1807 zřízena v Miláně konzervatoř (dnes Il Conservatorio G. Verdi di Milán) a Asioli se stal jejím prvním ředitelem (když nejprve tuto funkci odmítl Johann Simon Mayr). V roce 1810 navštívil Paříž. V té době se také intensivně věnoval hudební teorii a metodice výuky hry na hudební nástroje. Ve funkci ředitele konzervatoře působil do roku 1814 a poté se vrátil do Corregia. Roku 1815 tam založil hudební školu. Navzdory četným nabídkám již své rodné město neopustil. Zemřel v Corregiu 26. května 1832.
Asiolovo jméno nese městské divadlo v Corregiu. Zpěvák Luigi Asioli byl pravděpodobně jeho bratrem.

## Dílo

### Opery
- Il ratto di Proserpina, intermezzo (1785 Correggio)
- La gabbia de'pazzi, intermezzo (1785 Benátky)
- La volubile, opera buffa (1785 Correggio)
- La contadina vivace ossia Le nozze in villa, opera buffa (1786 Parma)
- La discordia teatrale, opera buffa (1786 Correggio)
- Cinna, opera seria (libreto A. Anelli, 1792 Milán, La Scala)
- La festa di Alessandro ossia Timoteo, azione teatrale (1796 Turín)
- Pigmalione, azione teatrale (podle Jeana Jacquese Rousseaua, 1796 Turín)
- Gustavo al Malabar, opera seria (1803 Turín)

### Chrámové skladby
- Giuseppe in Galaad, (oratorium, 1785)
- 10 mší
- 5 Magnificat
- 4 Te Deum
- 7 Tantum ergo

### Další skladby
- Komorní vokální skladby (Il ciclope (1787); Il nome (1795); Il consiglio,La scusa, La primavera (1808), duetta, cavatiny, samostatné árie)
- 9 symfonií
- instrumentální koncerty
- balety
- divertimenta
- četné skladby pro klavír

### Muzikologická díla
- Primi elementi di canto, Milán, 1809
- Principj elementari di musica, Milán, 1809
- Trattato d'armonia e d'accompagnamento, Milán, 1813
- Corso di modulazioni classificate a 4 e più parti, Milán, 1814
- Dialoghi sul Trattato d'armonia, Milán, 1814
- Osservazioni sul temperamento proprio degl'istromenti stabili: dirette agli accordatori di pianoforte ed organo, Milán, 1816
- I. Scale e salti per il solfeggio, II. Preparazione al canto ed ariette, Milán, 1816
- L'allievo al clavicembalo, ossia facile metodo per apprendere il Pianoforte, Milán, 1819
- Elementi di contrabasso con una nuova maniera di digitare, Milán, 1823
- Disinganno sulle osservazioni fatte sul temperamento proprio degli istromenti stabili, Milán, 1833
- Elementi di contrappunto, Florencie, 1836
- Il maestro di composizione, ossia Seguito al Trattato d'armonia, Milán, 1836